# Formica aserva
Formica aserva (лат.) — вид муравьёв-рабовладельцев рода Formica из подсемейства формицины (Formicinae, подрод Raptiformica).

## Распространение
Широко распространенный по всей территории Канады и США, F. aserva обитает преимущественно в хвойных лесах, но иногда встречается и в других местах обитания, включая прерии, заросли саговника и лиственные леса (Naumann et al. 1999).

## Описание

### Морфология
Муравьи средних размеров (около 1 см), голова и грудь оранжевые, брюшко буровато-чёрное (самец чёрный). Отличается следующими признаками: вентральная поверхность головы без прямостоячих волосков, переднеспинка имеет менее 6 коротких (менее 0,01 мм) жестких, тупых щетинок, а вершина петиоля без прямостоячих волосков. Петиоль широкий и веерообразный, если смотреть спереди. Центральная область наличника бороздчатая. Максиллярные щупики у самок, рабочих и самцов состоят из 6 члеников, а лабиальные — из 4. Места прикрепления усиков находятся у заднего края наличника. Усики 12-члениковые у самок и рабочих и 13-члениковые у самцов. Заднегрудка без шипиков или зубцов, её покатая поверхность примерно равна верхней. Средние и задние ноги с одной парой прямых шпор. Передние крылья с тремя замкнутыми ячейками: радиальной, кубитальной и дискоидальной.

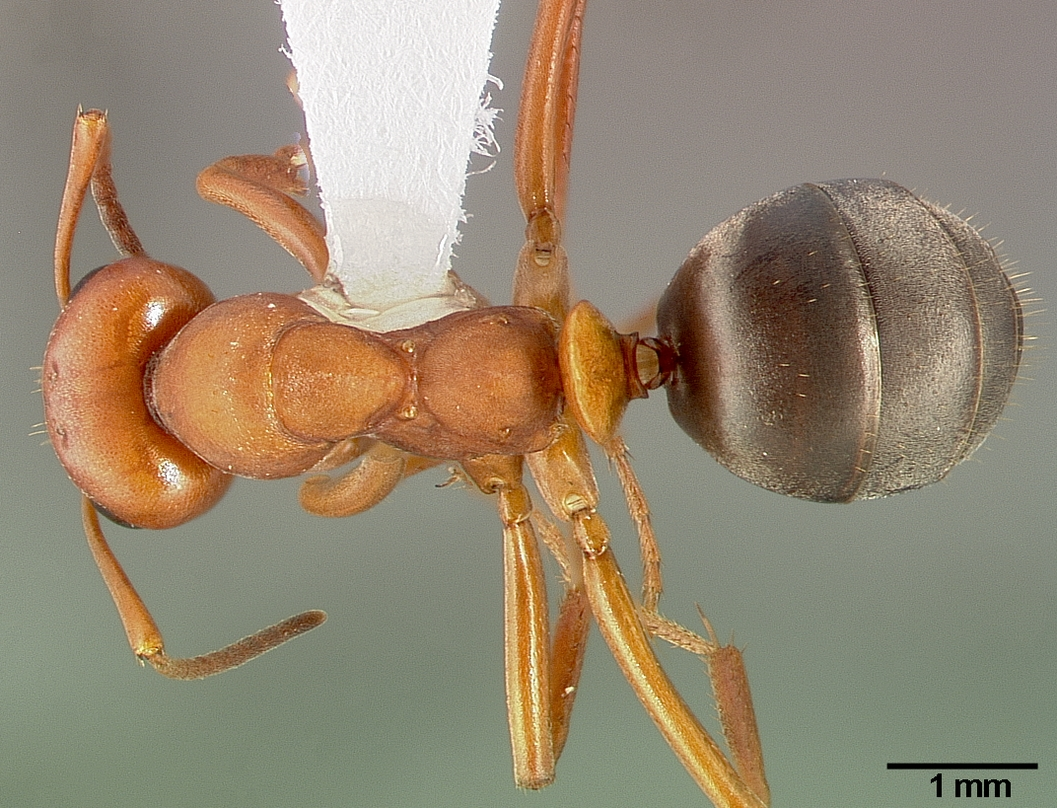
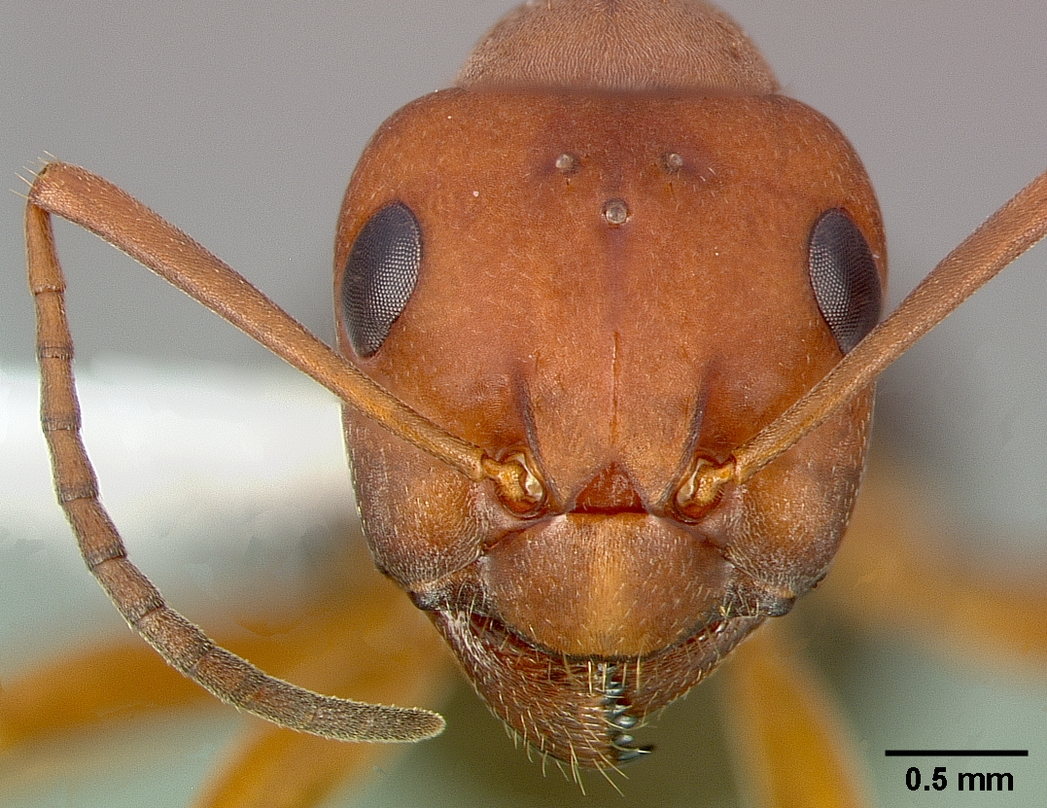

### Биология
Социальный паразит, рабовладелец, который в качестве «рабов» использует рабочих муравьёв других видов формик: Formica argentea, Formica neorufibarbis, Formica fusca. Эти муравьи совершают набеги на гнёзда и захватывают там куколки, перенося их в свои муравейники для выращивания из них своих «рабов».
Как и другие факультативные муравьи-рабовладельцы (например, кроваво-красный муравей-рабовладелец, F. sanguinea), паразитические королевы F. aserva могут создавать колонии, проникая в гнезда сородичей-хозяев, уничтожая королеву-хозяина и побуждая рабочих-хозяев выращивать паразитический выводок. По мере роста популяции паразитических рабочих, дулотичные рабочие совершают набеги на гнезда соседних видов муравьев, чтобы похитить куколок, увеличивая численность рабочих в своей колонии. Однако было замечено, что F. aserva лишь изредка совершает набеги на колонии хозяев, а когда это происходит, похищенные хозяева появляются с низкой частотой (Savolainen and Deslippe 1996).
F. aserva может использовать по меньшей мере 20 различных видов хозяев в широком географическом распространении. В некоторых случаях одна колония социальных паразитов эксплуатирует несколько хозяев одновременно, что свидетельствует о высокой степени генерализации даже в локальном пространственном масштабе. Приблизительно 80 % колоний были моногинными (с одной королевой), при этом многие из них демонстрировали более высокий уровень полиандрии по сравнению с большинством муравьев Formica. Популяционно-генетический анализ выявил значительную географическую структуру популяций, с наибольшими расхождениями между калифорнийскими популяциями и популяциями из остальных частей ареала. Митохондриальная структура популяций отличается от структуры, полученной на основе ядерного генома, в широком географическом масштабе, что указывает на возможную роль адаптивной интрогрессии или генетического дрейфа.
Этот вид является хозяином трематоды ланцетовидной двуустки (Dicrocoelium dendriticum) в Канаде (Alberta).

## Систематика
Вид был впервые описан в 1901 году швейцарским энтомологом Огюстом Форелем под названием Formica sanguinea r. aserva Forel, 1901. Включён в группу муравьёв-рабовладельцев из подрода Raptiformica (Formica, формицины). До 1995 года считался синонимом вида Formica subnuda Wheeler, 1903, но оказалось наоборот, приоритет за Formica aserva.